# DATA
DATA viết tắt của tiếng Anh Debt, AIDS, Trade in Africa là một Tổ chức phi chính phủ đa quốc gia, được Bono của ban nhạc rock U2 và Bobby Shriver cùng các nhà hoạt động từ chiến dịch đòi hủy bỏ nợ của tổ chức Jubilee 2000 thành lập tại London trong tháng 1 năm 2002.
DATA được thành lập nhằm mục đích đòi công lý và bình đẳng xã hội cho châu Phi thông qua việc hủy bỏ nợ (của các nước giàu), điều chỉnh các luật lệ thương mại đè nặng lên châu Phi, loại trừ nạn dịch AIDS, củng cố nền dân chủ, đòi các quốc gia giàu nhất và các nhà lãnh đạo châu Phi phải có trách nhiệm và sự minh bạch (transparency) hơn đối với nhân dân.
Năm 2007, DATA và Bono được Trung tâm Hiến pháp quốc gia (Hoa Kỳ) tặng thưởng Huy chương Tự do Philadelphia để vinh danh các nỗ lực đột phá của họ để nói lên tình trạng khủng hoảng bệnh AIDS và tình trạng cực kỳ nghèo khổ ở châu Phi.
Tổ chức này được Quỹ Bill & Melinda Gates, nhà tài chính George Soros, và nhà công nghiệp Edward W. Scott tài trợ ban đầu.
Hiện nay DATA đặt phần lớn các tài gnuyên của mình vào việc hỗ trợ Chiến dịch ONE. Dự án này được các ban nhạc rock Kitô giáo Third Day và ban nhạc rock alternative Switchfoot hỗ trợ.